# Собор Святого Ниниана (Перт)
Собор Святого Ниниана (англ. St. Ninian’s Cathedral) ― собор Шотландской епископальной церкви в городе Перт. Относится к диоцезу Сент-Эндрюса, Данкельда и Данблейна. 

## История
В 1689 году Шотландская епископальная церковь была распущена указом Вильгельма III, и все её храмы или перешли в собственность пресвитерианской церкви, или были закрыты, или же перешли в пресвитерианский обряд. В 1848 году несколько молодых шотландских аристократов и студентов Оксфордского университета задумали возродить храмы приверженцев епископальной церкви. За разработку проекта собора Перта взялся лондонский архитектор Уильям Баттерфилд. Для финансирования проектирования и строительства по подписке был собран 5751 фунт стерлингов, из которых менее 150 фунтов стерлингов поступило от граждан Перта, причём основная часть из них ― от семей лорда Форбса и от достопочтенного Джорджа Бойла. Этой суммы хватило только на то, чтобы построить алтарь, один пролёт нефа и северную стену. Тем не менее 10 декабря 1850 года состоялось освящение собора. Епископ диоцеза, его преосвященство Патрик Торри, которому тогда было уже 86 лет, был слишком слаб, чтобы встать во главе церемонии, поэтому это дело было поручено его преосвященству Александру Пенроузу Форбсу из Брикина. Меценаты хотели посвятить храм в честь апостола Иоанна (предположительно, посчитав это как своего рода ответный удар пресвитерианам, освятившими церковь в деревне Кирк Хаммертон в честь Иоанна Крестителя), но епископ Торри повелел назвать собор в честь Святого Ниниана, который принёс евангельскую весть в Шотландию в V веке. То была первая церковь, посвящённая этому святому на территории Великобритании после Реформации.  Витражи по проекту Баттерфилда, выполненные Александром Гиббсом, были установлены в 1876 году на восточном окне. На них изображается «Сидящий на троне» из Откровения 4:1. Первый настоятель собора, Торри, испытывал большую симпатию к католицизму, что было совершенно неприемлемо для его преосвященства Чарльза Уордсмита, который был избран преемником Торри после смерти последнего в 1852 году. В первые тридцать лет существования собора количество его прихожан редко превышало двадцать, но с назначением в 1885 году преподобного Винсента Рорисона настоятелем посещаемость храма возросла. Ввиду этого было решено завершить проект витражей Уильяма Баттерфилда и провести небольшую реконструкцию башен на западном конце, что и было сделано в 1890 году. Все витражи, добавленные впоследствии, были выполнены Берлисоном и Гриллсом.